# Цинъюньпу
Цинъюньпу́ (кит. упр. 青云谱, пиньинь Qīngyúnpǔ) — район городского подчинения городского округа Наньчан провинции Цзянси (КНР). Район назван по находящемуся на его территории знаменитому даосскому храму Цинъюньпу.

## История
С древних времён эти земли были частью уезда Наньчан (南昌县). Во времена империи Сун в 1163 году северо-западная половина уезда Наньчан была выделена в отдельный уезд Синьцзянь (新建县), однако власти обоих уездов размещались в одном и том же месте. Во времена Китайской Республики урбанизированная зона, в которой совместно размещались власти уездов Наньчан и Синьцзянь, была в 1926 году выделена в отдельную административную единицу — город Наньчан, подчинённый напрямую правительству провинции Цзянси; часть земель современного района оказалась в составе города Наньчан, а часть осталась в составе уезда Наньчан.
После образования КНР та часть земель, что находилась в городской черте, вошла в состав района №6. В августе 1958 года уезд Наньчан был передан под юрисдикцию властей города Наньчан, и в октябре 1958 года в составе города Наньчан был образован район Цинъюньпу.

## Административное деление
Район делится на 5 уличных комитетов и 1 посёлок.